# Wilfred Jenks
Wilfred Jenks (7 de marzo de 1909 - 9 de octubre de 1973) fue un jurista británico y director general de la Organización Internacional del Trabajo de 1971 - 1973, además asesoró al American Law Institute para elaborar un documento que fue el origen de la Declaración Universal de Derechos Humanos. En 1973, de forma póstuma, recibió el Premio de Derechos Humanos de las Naciones Unidas, un reconocimiento otorgado por la Organización de las Naciones Unidas a las personas y organizaciones que hayan realizado aportes significativos en «la promoción y protección de los derechos humanos y las libertades fundamentales».

## Biografía

### Primeros años
Jenks nació en Liverpool, Inglaterra y cursó sus primeros estudios en escuelas de la localidad, más adelante asistió a la Universidad de Cambridge, donde realizó una licenciatura en Derecho y otra en Historia. Asistió también a la Escuela de Estudios Internacionales de Ginebra.

### Carrera
En 1931, comenzó a colaborar en el departamento jurídico de la Organización Internacional del Trabajo, desempeñando diferentes cargos en sus 40 años de servicios. En abril de 1945, fue delegado de la OIT a la Conferencia de San Francisco, la convención se tradujo en la creación de la Carta de las Naciones Unidas y la fundación de la Organización de las Naciones Unidas. Este mismo año, asesoró al American Law Institute para elaborar un documento que fue el origen de la Declaración Universal de Derechos Humanos.
Durante varios años su trabajo en la OIT estuvo relacionado en la creación y cumplimiento de las normas internacionales y los derechos humanos de los trabajadores. Jenks colaboró en lograr que las actividades de la OIT pudieran llegar a los países de América Latina, Asia y África. En junio de 1970 es nombrado director general de la OIT.

### Premios y reconocimientos
En 1928, recibió el premio de la paz Cecil. En 1973, de forma póstuma, recibió el Premio de Derechos Humanos de las Naciones Unidas, un reconocimiento otorgado por la Organización de las Naciones Unidas a las personas y organizaciones que hayan realizado aportes significativos en «la promoción y protección de los derechos humanos y las libertades fundamentales». Además recibió títulos honorarios de muchas universidades.

## Fallecimiento
Wilfred Jenks falleció el 9 de octubre de 1973 en Roma a los 64 años. Sus restos descansan en el Cementerio de los Reyes en Ginebra.

## Obra
Autor de múltiples libros y artículos entre los que se encuentran:
Libros
- The international protection of trade union freedom (1957)
- The Common Law of Mankind (1958)
- International Immunities (1961)
- The Law of International Institutions (1962)
- Social justice in the law of nations: The ILO impact after fifty years : Hersch Lauterpacht lectures 1969 (1970)
- El mundo más allá de la carta: cuatro etapas de la organización mundial (1972)
- Technology for freedom: man in his environment : the ILO contribution (1972)